# 포배장
포배장은 호접장과 반대로 먼저 인쇄 또는 필사한 면의 글자가 밖으로 나오도록 판심의 중앙을 접어 가지런히 한 책의 분량으로 모아 두터운 장지로 책등을 둘러싸 제책한 형태를 말한다. 이 과정에서 필사 또는 인쇄면의 끝부분 양끝에 송곳으로 각각 두 개씩 구멍을 뚫어 종이를 비벼 꼰 끈을 끼어넣고, 끝 양쪽을 좀 여우 있게 남기고 끊어 버린 다음, 그 끝에 풀칠하여 나무 방망이로 쳐서 위에 밀착시킨다. 그리고 몸통 꿰매기가 끝나면 접힌 부분을 제외한 세 면을 재단한 다음, 한 장의 두터운 표지를 풀로 붙여 덮어 싼다. 이러한 도서형태는 중국의 원나라에서 비롯되었으며, 우리나라에서는 고려 말에서 조선 초기에 간행된 불경에서 주로 나타난다.